# Al-Machrum
Al-Machrum (arab. المخروم) – wieś w Syrii, w muhafazie Aleppo, w dystrykcie Manbidż. W 2004 roku liczyła 357 mieszkańców.